# Дніпровська академія неперервної освіти
Дніпровська академія неперервної освіти – заклад вищої освіти комунальної форми власності, підпорядкований Дніпропетровській обласній раді. Є провідним закладом в системі вищої освіти Дніпропетровської області, який забезпечує комплексну систему підготовки, перепідготовки та підвищення кваліфікації педагогічних, науково-педагогічних працівників, управлінських кадрів, здійснює навчання фахових молодших бакалаврів, бакалаврів, магістрів та аспірантів.
Розташований у місті Дніпро.

## Історія
21 грудня 1939 року було прийнято Постанову Президії Дніпропетровського обласного виконавчого комітету №350 про реорганізацію обласного методичного кабінету в Інститут удосконалення кваліфікації вчителів. Спершу інститут мав 5 навчально-методичних кабінетів (педагогіки, мови та літератури, історії та географії, фізики та математики, початкових класів); в його штаті нараховувалося всього 9 осіб, які мали великий ентузіазм та високу кваліфікацію.
Першим в.о. директора була О.Т. Смоляр, заступником директора – М.С. Буряк, а вже з вересня 1940 року директором призначено Є.Т. Ніколаєнко.
У 1941-1943 рр., під час окупації, інститут тимчасово припинив свою роботу.
Діяльність інституту відновлюється одразу після звільнення Дніпропетровська 25 жовтня 1943 року. Спочатку директором призначається М.В. Павлов, а за деякий час у зв’язку з переходом М.В. Павлова на іншу роботу, директором інституту стає В.П. Новак, який згуртовує творчий колектив оновленої методичної служби.
Інститут безпосередньо підпорядковується обласному відділу народної освіти.
Упродовж 50-70-х рр. ХХ ст. на посаді директора працювали М.Ф. Лукін, П.Ю. Новицький, К.Т. Ніколаєнко, П.Т. Кононенко, І.І. Смоляренко, В.І. Максименко, Я.І. Клименко.
На початку 1982 р. директором інституту призначається А.Р. Гречин, який вносить вагомий внесок у збільшення ефективності роботи працівників інституту та зміцнення його матеріальної бази. Так, у 1986-му році, було споруджено великий навчальний корпус і дев’ятиповерховий гуртожиток.
З березня 1989 року на посаду директора призначається кандидат фізико-математичних наук Г.І. Щербаков. Під час його керівництва інститут отримав іншу назву, з 1994 р. він став називатися Дніпропетровським інститутом післядипломної освіти педагогічних працівників.
Вже з червня 1997 року інститут дістає новий статус і назву – Дніпропетровський інститут освіти, його очолює кандидат історичних наук (пізніше доктор наук з державного управління, професор) Л.Л. Прокопенко. Створюються 7 кафедр, при кожній з яких працюють лабораторії, формується нова структура навчального закладу.
У липні 2000 р. відбувається реорганізації інституту, він отримує назву Дніпропетровський обласний інститут післядипломної педагогічної освіти (ДОІППО). Ректором інституту стає кандидат філософських наук, а в подальшому доктор філософських наук, професор М.І. Романенко. Уся діяльність структур інституту поступово переорієнтовується на підготовку нових технологій, які необхідно надавати вчителям для подальшої самоосвітньої роботи, актуалізується наукова діяльність, активно розвивається наукова парадигма філософії освіти, працюють вчена і науково-методична ради.
11 жовтня 2017 р. рішенням Дніпропетровської обласної ради ДОІППО змінює свій статус і стає Дніпровською академією неперервної освіти (далі – Академія). Ректором Академії обрається В.В. Сиченко, заслужений працівник освіти України, доктор наук з державного управління, професор. Поряд із вже розбудованими напрямами в освітній сфері починають розвиватися нові вектори – відкриваються бакалаврат, магістратура та аспірантура, забезпечується підготовка фахових молодших бакалаврів, починають діяти разові спеціалізовані ради з захисту дисертацій, створюються наукові фахові видання.

## Кадровий склад та структура
В Академії працює 360 співробітників, з них 220 науково-педагогічних та педагогічних працівників, в тому числі 16 докторів наук та 70 кандидатів наук.
Працівники Академії відзначені державними та відомчими нагородами, серед них 5 Заслужених працівників освіти України, 2 мають грамоти Верховної Ради України, нагрудні знаки Міністерства освіти і науки України: «За наукові та освітні досягнення» - 1, «Василь Сухомлинський» - 3, «Антон Макаренко» - 2, «Відмінник освіти України» - 31.
Функціонують наукові школи з публічного управління та адміністрування і з філософії, які забезпечують підготовку наукових кадрів вищої кваліфікації.
У структурі Академії:
– Навчально-науковий інститут управління (кафедра публічного управління та права; кафедра філософії; кафедра управління інформаційно-освітніми проектами),
– Навчально-науковий інститут педагогіки (кафедра загальної та спеціальної педагогіки; кафедра дошкільної та початкової освіти; кафедра соціально-гуманітарної освіти; кафедра математичної, природничої та технологічної освіти; кафедра виховання та культури здоров'я; кафедра психології; кафедра освітнього менеджменту, державної політики та економіки),
–    Дніпровський фаховий педагогічний коледж як невідокремлений підрозділ Академії,
– Навчально-методичний центр підвищення кваліфікації педагогічних працівників, до якого входять 6 навчально-методичних лабораторій,
– Навчально-методичний центр забезпечення якості освіти,
– Ресурсний центр підтримки інклюзивної освіти.
За 1939-2024 роки в Академії підвищили кваліфікацію біля 700 тисяч педагогічних та управлінських кадрів Дніпропетровської області. Випущено більше 30 тисяч здобувачів освіти.

## Напрямки діяльності
– підготовка згідно з державним та регіональним замовленням і договірними зобов’язаннями висококваліфікованих фахівців різних ступенів вищої освіти; 
– підвищення кваліфікації педагогічних працівників;
– перепідготовка педагогічних та інших працівників;
– спеціалізація та стажування фахівців;
– науковий і методичний супровід діяльності і розвитку дошкільної, загальної середньої, професійно-технічної, позашкільної освіти;
– інноваційна діяльність з розробки, апробації, експертизи нових навчальних технологій і моделей управління, сприяння їх упровадженню в діяльність навчальних закладів;
– здійснення фундаментальних і прикладних досліджень у галузі освіти, їх упровадження у практику;
– здійснення міжнародного співробітництва та інші.
Насьогодні щорічно в Академії проходять курси підвищення кваліфікації понад 25 тисяч педагогічних працівників області. Контингент студентів складає 1500 осіб.

## Рівні освіти
Академія, згідно акредитованих освітніх програм, випускає здобувачів освіти за спеціальностями:
– Фахова передвища освіта (фаховий молодший бакалавр): 
- 012 Дошкільна освіта,
- 013 Початкова освіта;

– Бакалаврат: 
- 012 Дошкільна освіта,
- 013 Початкова освіта,
- 053 Психологія;

– Магістратура: 
- 011 Освітні, педагогічні науки – освітньо-професійні програми «Загальна педагогіка» та «Інклюзивна освіта. Корекційна педагогіка»;
- 053 Психологія - освітньо-професійна програма «Психологія»;
- 073 Менеджмент – освітньо-професійна програма «Освітній менеджмент»;
- 281 Публічне управління та адміністрування - освітньо-професійна програма «Публічне управління та адміністрування»;

– Аспірантура: 281 Публічне управління та адміністрування.

## Періодичне наукове видання
Академія є засновником наукового фахового видання, яке включено до Реєстру наукових фахових видань України категорії Б «Вісник Дніпровської академії неперервної освіти» та зареєстроване в Міністерстві юстиції України 19.11.2021 р. з серій «Публічне управління та адміністрування» та «Філософія. Педагогіка».
Крім того, профспілкова організація Академії є засновником обласної педагогічної газети "Джерело".

## Нагороди та відзнаки
2018
·                  Гран-Прі «Лідер наукової та науково-технічної діяльності» та золота медаль і диплом у номінації «Науково-методичний супровід і організаційна взаємодія органів державної влади та управління, закладів післядипломної освіти з ОТГ у створенні системи якісної освіти» на Дев’ятій Міжнародній виставці «Сучасні заклади освіти».
·                  Золота медаль і диплом у номінації «Психолого-педагогічний супровід учасників освітнього процесу в умовах воєнного стану» на Десятій Міжнародній виставці «Інноватика в сучасній освіті».
2019
·                  Гран-Прі «Лідер післядипломної освіти України» та золота медаль і диплом у номінації «Створення та впровадження системи моніторингу якості освіти та освітньої діяльності в закладах вищої освіти» на Десятій Міжнародній виставці «Сучасні заклади освіти».
·                  Почесне звання «Лідер інновацій в освіті» та нагорода на Одинадцятій Міжнародній виставці «Інноватика в сучасній освіті».
Почесна грамота трудовому колективу Академії від Дніпропетровської обласної ради до 80-річчя від дня заснування.
2020
·                  Гран-Прі «Лідер наукової та науково-технічної діяльності» та золота медаль і диплом у номінації «Підвищення професійної компетентності педагогічних працівників в контексті STEM-освіти» на Одинадцятій Міжнародній виставці «Сучасні заклади освіти».
·                  Золота медаль і диплом у номінації «Інновації у створенні й упровадженні системи дистанційного навчання в умовах сучасних викликів» на Дванадцятій Міжнародній виставці «Інноватика в сучасній освіті».
·                  Ректор Дніпровської академії неперервної освіти Віктор Сиченко став лауреатом громадсько-рейтингового конкурсу «Людина року Придніпров’я» у номінації «Професіонал року – 2020 у сфері державного управління та системи освіти для майбутнього покоління».
2021
·                  Гран-Прі «Інноваційна й наукова діяльність» і золота медаль та диплом у номінації «Розвиток партнерства освіти й бізнесу як стратегічного ресурсу підготовки конкурентоспроможного фахівця» на Дванадцятій Міжнародній виставці «Сучасні заклади освіти».
·                  Золота медаль і диплом у номінації «Інноваційні технології розвитку професійної компетентності педагогів в системі післядипломної освіти» на Тринадцятій Міжнародній виставці «Інноватика в сучасній освіті».
2022
·                  Гран-Прі «Післядипломна освіта України» і золота медаль та диплом у номінації «Створення і впровадження моделей сучасного уроку фізичної культури в фізкультурно-оздоровчу й спортивну діяльність закладів освіти» на тринадцятій Міжнародній виставці «Сучасні заклади освіти».
·                  Золота медаль і диплом у номінації «Психолого-педагогічний супровід учасників освітнього процесу в умовах воєнного стану» на Чотирнадцятій Міжнародній виставці «Інноватика в сучасній освіті».
2023
·                  Гран-Прі «Післядипломна освіта України» і золота медаль та диплом у номінації «Траєкторія розвитку фахової компетентності педагога як змістовний інструмент безперервного навчання впродовж життя» на Чотирнадцятій Міжнародній виставці «Сучасні заклади освіти».
·                  Почесне звання «Лідер інновацій в освіті», золота медаль і диплом у номінації «Застосування інноваційних технологій навчання для розвитку цифрової компетентності учасників освітнього процесу» на П’ятнадцятій міжнародна виставка «Інноватика в сучасній освіті».
2024
·                  Гран-Прі «Післядипломна освіта України» і золота медаль та диплом у номінації «Виховні константи утвердження української національної та громадянської ідентичності» на П’ятнадцятій Міжнародній виставці «Сучасні заклади освіти».
·                  Відзнака та диплом у номінації «STEM-TEAM» за розвиток інновацій STEМ та визначну роботу з формування регіональної спільноти (організатор: БФ «Фонд освітніх ініціатив»).

## Ректори та директори
В різні роки Академію очолювали:
1939-1940 в.о. директора О.Т. Смоляр
1940 – 1943 директор К.Т. Ніколаєнко
1943 – 1946 директор М.В. Павлов
1946 – 1951 директор В.П. Новак
1951 – 1952 директор М.Ф. Лукін
1952 – 1954 директор П.Ю. Новицький
1954 – 1958 директор К.Т. Ніколаєнко
1958 – 1959 директор П.Т. Кононенко
1959 – 1965 директор І.І. Смоляренко
1965 – 1972 директор В.І. Максименко
1972 – 1981 директор Я.І. Клименко
1982 – 1989 директор А.Р. Гречин
1989 – 1997 директор Г.І. Щербаков
1997 – 2000 директор Л.Л. Прокопенко
2000 – 2017 ректор М.І. Романенко
З 2017 – ректор В.В. Сиченко